# Ḩasan Khan Darrehsī
Ḩasan Khan Darrehsī (persiska: حَسَن خَن دَرِّهسی) är en ort i Iran.   Den ligger i provinsen Ardabil, i den nordvästra delen av landet, 500 km nordväst om huvudstaden Teheran. Ḩasan Khan Darrehsī ligger 394 meter över havet och antalet invånare är 122.
Terrängen runt Ḩasan Khan Darrehsī är platt åt nordväst, men åt sydost är den kuperad. Terrängen runt Ḩasan Khan Darrehsī sluttar norrut. Runt Ḩasan Khan Darrehsī är det ganska glesbefolkat, med 35 invånare per kvadratkilometer. Närmaste större samhälle är Qeshlāq-e Khalīfehlū, 13,0 km öster om Ḩasan Khan Darrehsī. Trakten runt Ḩasan Khan Darrehsī består till största delen av jordbruksmark.